# Humska zemlja
Humska zemlja (Hum, Zahumlje) srednjovjekovno je područje smješteno u slijevu Neretve u današnjoj zapadnoj Hercegovini i dijelu istočne Hercegovine. Obuhvaćalo je područje uz Jadransko more od ušća Neretve do Dubrovnika, uključujući i Pelješac. Na sjeverozapadu je graničilo s područjem Neretvana i hrvatskom jezgrom, na sjeveru s Bosnom, na istoku s Raškom i na jugoistoku s Travunjom i Dubrovnikom. Povijesno područje današnje BiH i RH kojim su u srednjem vijeku upravljale pojedine velikaške obitelji iz Bosne, Hrvatske, Duklje i Raške.
Ston je bio sjedište biskupije (koja se prvi put spominje 877.), a neko vrijeme vjerojatno i sjedište Huma. Glavno središte je bio Blagaj kraj Mostara. U ranome srednjem vijeku bio je nezavisna država. U 10. stoljeću spominje se kao neovisno područje s domaćim knezovima (arhontima) pod vlašću domaće dinastije Viševića. U prvoj polovici 10. stoljeća Humom je vladao Mihajlo Višević, koji je bio u političkim vezama s hrvatskim kraljem Tomislavom i sudjelovao u radu sabora u Splitu 925.
U 11. stoljeću pod vlašću je dukljanskih vladara, a od 12. stoljeća dolazi pod vlast raških župana, ali zadržava vlastiti kulturni i politički identitet. U 12. stoljeću, Humom je upravljao rođak Stefana Nemanje, Miroslav, a za to područje zanimanje su pokazivali i hrvatsko-ugarski vladari (1198., 1253.). Godine 1198. hrvatski herceg Andrija (kasniji kralj Andrija II.) podvrgava Hum svojoj vlasti. Tijekom 13. stoljeća, Humom vladaju članovi sporednog ogranka dinastije Nemanjića (potomci Nemanjina brata Miroslava: Petar, Toljen, Andrija, Radoslav), no njihova vlast tijekom vremena slabi zbog mnogobrojnih podjela teritorija unutar dinastije. Početkom 14. stoljeća, Hum osvajaju hrvatski velikaši Šubići te nad njim ostvaruju čvrstu vlast do svojeg pada (1322.).
Nakon kratke okupacije trebinjskih knezova Branivojevića, veći dio Huma od 1326. za vrijeme bana Stjepana II. Kotromanića zauzima banovina Bosna i uključuje Hum u naslov Bosni povezanih zemalja. Manji dio primorja (Ston s okolicom) dolazi pod vlast Dubrovnika kao nagrada za savezništvo protiv Branivojevića. Od 1357. do 1382. većina Huma (sav prostor zapadno od Neretve), s lukom Drijeva vraćen je Hrvatskoj, kao miraz kraljeve supruge Elizabete Kotromanić te je podvrgnut vlasti hrvatskog bana. Nakon Ludovikove smrti, u Hrvatsko-ugarskoj državi izbija građanski rat, pa Zahumlje ponovno dolazi pod vlast Bosne. Ona jača pod Tvrtkom I., a u Humskoj zemlji podižu se dva nova naselja: Novi u Sutorini i Brštanik kraj današnjeg Opuzena. Od kraja 14. stoljeća, jača moć lokalnih velikaša (Pavlovića, Radivojevića, Hrvoja Vukčića). 
Većina Huma je tada pod dio posjeda Hrvatinića.
Od početka 15. stoljeća veći dio Huma ušao je u sastav zemalja vojvode Sandalja Hranića, a od 1435. do 1466. njegova nasljednika, vojvode, od 1448. hercega, Stjepana Vukčića Kosače. U doba hercega Stjepana područje je de facto neovisno. Nakon Stjepanove smrti (1466.) za vlast nad Humskom zemljom bore se Mlečani i Ugri. Osmanskim osvajanjem Stjepanove zemlje od 1465. (veći dio Hercegovine) do 1482. (Herceg Novi), naziv Hum potpuno nestaje iz uporabe, zamjenjuje ga novo ime Hercegovina,  izvedeno iz Stjepanove titule.

## O upravljanju carstvom
Današnjom Hercegovinom prostirale su se do 11. stoljeća kneževine i to Neretvanska kneževina između rijeke Cetine i Neretve, Zahumlje ili Humska zemlja od Neretve (a dijelom i preko nje) do Dubrovnika i Travunja od Dubrovnika do Kotora sa sjedištem u Trebinju. Dalje na jug bila je Duklja, koja je obuhvaćala jug današnje Crne Gore i grad Skadar s okolicom.
Papa Ivan X. pisao je u dva navrata tokom 925. pisma hrvatskom kralju Tomislavu i humskom knezu Mihajlu (lat. Michaeli excellentissimo duci Chulmorum). Prvim pismom pozvao ih je na crkveni sabor u Split, a drugim ih savjetovao da svoju mladež uče latinskom, a ne barbarskom jeziku. Nešto kasnije, bizantski car Konstantin Porfirogenet (905. – 959.) napisao je, odnosno priredio svome sinu nasljedniku, djelo poučne naravi poznato pod nazivom O upravljanju carstvom. U njemu se nalaze podatci o Dalmaciji i narodima koji su je nastanjivali. Tu su sadržane i najstarije vijesti o Humu, gdje se to područje naziva Zahumljem.
Posebna poglavlja posvećena su: Zahumljanima, zatim Travunjanima, Konavljanima, Dukljanima i Paganima, odnosno Neretvanima, te njihovim zemljama. Porfirogenet posvećuje XXXIII. poglavlje Zahumljanima i zemlji u kojoj sada stanuju, te spominje gradove: Bunu (Bona), Ston (Stagnon), Hum (Khloum), Mokriskik, Josli, Galumainik i Dobroskik, te rijeku Bunu. Porfirogenet navodi Zahumljane kao dio vojske koja je sudjelovala na bizantskoj strani u franačko-bizantskom ratu 871. Zahumlje se prvotno prostiralo u slijevu lijevih pritoka Neretve, a u doba najvećeg opsega obuhvaćalo je područje današnje Hercegovine i dio obale, od Pelješca do Cetine.
Stanovnike Huma jedino Porfirogenet označava kao Srbe. Ova sklavinija izlazi iz anonimnosti u vrijeme kneza Mihajla Viševića, kojeg izvori, uključujući O upravljanju carstvom, spominju kao vladara Slavena ili Zahumljana (a on vlada većim područjem, koje uključuje i Travunju). Pri tome je neobično važna careva vijest ο porijeklu vladajućeg roda jer ona, čini se, odgovara lokalnoj tradiciji prema kojoj su Mihajlovi preci potomci Litzika, koji su živjeli uz rijeku Vislu. Ova tradicija nema nikakve veze s Konstantinovom pričom ο seobi Srba, te je jasno da Zahumljani svoje porijeklo nisu izvodili iz srpskoga. Još i u 12. stoljeću nazivali su se jednostavno Slavenima.
Hum je obuhvaćao područje uz Jadransko more od ušća Neretve do Dubrovnika, uključujući i Pelješac. Na sjeverozapadu je graničilo s područjem Neretvana i hrvatskom državom, na sjeveru s Bosnom, na istoku s Raškom i na jugoistoku s Travunjom i Dubrovnikom. Ston je bio sjedište biskupije (koja se prvi put spominje 877.), a neko vrijeme vjerojatno i sjedište Huma. Grad Buna nalazio se nad izvorom istoimene rijeke na mjestu današnjeg Blagaja, središta Humske zemlje. U ranome srednjem vijeku bio je nezavisna država. U 10. stoljeću spominje se kao neovisno područje s domaćim knezovima (arhontima) pod vlašću domaće dinastije Viševića. U prvoj polovici 10. stoljeća Humom je vladao Mihajlo Višević, koji je bio u političkim vezama s hrvatskim kraljem Tomislavom i sudjelovao u radu sabora u Splitu 925. Mletačka kronika (Ivan Mlečanin) spominje Mihajla, "kneza Slavena". Još jasnije govori o njemu, kad piše o duždevanju Ursusa II. godine 912.: "Zatim i svu zemlju hrvatsku, kojom vlada knez Mihajlo Višević".  U crkvenom pogledu Hum je u prvoj polovici 11. stoljeća potpadao pod jurisdikciju dubrovačkoga nadbiskupa. Prvotna jezgra Humskoga kneštva bila je Neretvanska kneževina, vladari koje su priznavali vazalni položaj prema susjednim moćnijim vladarima.

## Arapski geograf Idris
Arapski geograf Abu Abdallah Mahomed Ibn Idris (1099. – 1166.) napisao je najbolje geografsko djelo srednjega vijeka pod naslovom Izlet onoga koji se naslađuje putovati svijetom. U tom djelu, koje je dovršio godine 1154., Idris svjedoči, da se Hrvatska proteže od Lovrana u Istri do niže Dubrovnika. U dugom i potankom opisu tadašnjih krajeva, Idris između drugoga piše: "Od Splita do Stona (Stignu) ima 25 milja. Pučanstvo je hrvatsko (Sakaliba'h)". Za grad Dubrovnik kaže: "Ovo je zadnji grad Hrvatske". Kako je srednjovjekovno Zahumlje, današnji glavni dio Hercegovine, ležalo zapadno od Dubrovnika, to je ono prema Idrisu činilo dio tadašnje Hrvatske, i stanovništvo je Zahumlja bilo hrvatsko, kao što Idris izričito napominje kada govori o Stonu, glavnom gradu Huma.
»Posle oblasti Akvileje, o kojoj smo govorili, dolazi Hrvatska-GUARUASIA, G.RWSIAH, koja se zove DALMASIAH... (za Dubrovnik) Ovo je poslednji grad u Hrvatskoj.«

## Ljetopis popa Dukljanina
O narodnoj pripadnosti svih tih sklavinija postoji pouzdano svjedočanstvo. Najstariji domaći povijesni spis, zapravo kronika, pisana po narodnoj tradiciji, dokumentima i pamćenjima, jest Ljetopis popa Dukljanina, pisan upravo u tim krajevima, točnije u Baru, u drugoj polovici 12. stoljeća. Po njemu, sva četiri od tih navedenih područja jesu hrvatska i čine zajedno državu, koja se prostirala od Duvna do Drača i zvala Crvena Hrvatska (lat: Croatia Rubea) ili Gornja Dalmacija. Njoj na sjever širila se Bijela Hrvatska sve do Vinodola odnosno rijeke Raše u Istri. U Crvenoj Hrvatskoj su gradovi Kotor, Dubrovnik, Bar, Ulcinj itd., i čitav teritorij današnje Hercegovine. Vladari tih krajeva po Dukljaninu su Hrvati poput Prelimira i Radoslava. Oni su katoličke vjere i papinske ih bule nazivaju "predragim sinovima sv. Petra". Narod je također bio katolički. U njihovoj državi, 200 godina prije sv. Save, bilo je desetak katoličkih biskupija s Dubrovnikom i Barom na čelu. Stanovništvo Dubrovnika i dukljanskog Primorja govorilo je čakavskim dijalektima. Na temelju isprava vidi se, da je u Dubrovniku štokavština istisnula staro čakavsko narječje tek u 16. stoljeću.
Od 1040-ih cijelim Humom su vladali dukljanski vladari, potom je priznavao vlast hrvatskih vladara do 1102. Tijekom razdoblja samostalne vladavine humskih knezova u 12. stoljeću područje njihove vlasti proširilo se prema zapadu, obuhvaćajući Imotski, i prema istoku, obuhvaćajući krajeve na lijevoj obali Neretve. Od polovice 12. stoljeća spominju se i raški župani kao vladari cijelog područja. U to je doba, prema popu Dukljaninu, Humska zemlja (Chelmania) obuhvaćala devet župa kao i neka područja na desnoj obali donje Neretve. Koncem 12. stoljeća osvaja Stefan Nemanja Hum, Travunju i Duklju i pripaja ih Srbiji. Ipak se iz kraljevskog naslova srpskih vladara dobro osjeća, da su te zemlje nesto posebna i različita od prvotnih srpskih zemalja. "Stefan po milosti Božiej venčani Kralj vsje srpske zemlje i pomorskije" razlikujući tako srpsku zemlju Rašu od pomorske, koju sačinjavaju Hum, Travunja i Duklja. Miroslav, brat srpskog župana Stefana Nemanje, kao humski knez napadao je 1184. Dubrovnik i u pomorskoj bitki kraj Poljica bio poražen. Rat je završen 1186. mirovnim ugovorom. Godine 1198. Humom je zavladao hrvatski herceg Andrija (kasniji kralj Andrija II.) (1198. – 1210.), ali je stvarnu vlast tijekom cijeloga 13. stoljeća obnašala domaća dinastija. Herceg Andrija vladao je područjem od Drave do Neretve. Od 1198. do 1200. Andrija nosi naslov »Chulmeque dux«. Ne zna se sa sigurnošću je li podvlastio čitav Hum ili samo dio, jer poslije Miroslavljeve smrti Nemanjin sin Rastko vladao je neko vrijeme Humom. Splićanin Toma Arhiđakon, povjesničar 13. stoljeća, piše o Humu, da je pripadao Hrvatskom Kraljevstvu. Hum je bio tada granična pokrajina prema Kraljevini Hrvatskoj te je bio jedno vrijeme sastavni dio hrvatsko-ugarske države.

## Sava (Rastko) Nemanjić
Rastko, najmlađi sin Stefana Nemanje, nakon što se zakaluđerio pod imenom Save, poduzeo je godine 1219. da u srpskim zemljama organizira srpsku samoupravnu crkvu pod okriljem bizantske crkve, kojoj je tada bilo sjedište u Niceji u Maloj Aziji. U staroj domovini Srba, u Raškoj, on je osnovao sedam episkopija. Posebnu episkopiju osnovao je u benediktinskom manastiru u Prevlaci kod Kotora za Duklju, a drugu u Stonu, sjedištu stare katoličke humske biskupije. U to doba pravoslavnih nije bilo ni u Duklji ni u Humu. 
U tim katoličkim i hrvatskim zemljama, Sava je osnovao srpske episkopije u nadi, da će te zemlje zbog djelovanja srpske državne vlasti s vremenom postati pravoslavne i srpske, ali se prevario. Srpski se episkop u Stonu nije mogao održati ni 25 godina, jer nije imao vjernika, "ni vr'hovine ni ima, ni biri, ni jed'noga dohod'ka ni otkuder'...". Episkopija u Prevlaci životarila je do turskih vremena, kada se preselila na Cetinje, u današnjoj Crnoj Gori. Na cijelom pak području tadašnje Bosne, koja je bila prostorno opsežnija nego stara Raška, Sava nije osnovao ni jednu episkopiju. To nam govori, da Sava tadašnji narod u Bosni nije smatrao Srbima ni pravoslavnima, niti stvarno ni potencijalno, naime, niti je držao, da su tada bili Srbi i pravoslavni, niti da bi s vremenom takvi mogli postati.

## Domaća dinastija i Šubići
Tijekom 13. stoljeća, Zahumljem vladaju članovi sporednog ogranka dinastije Nemanjića (potomci Nemanjina brata Miroslava). Početkom 13. stoljeća spominje se Petar, koji se naziva "veliki knez humski", potom njegov nećak Toljen, a nakon njegove smrti 1239. i "veliki knez" Andrija. Tri humska kneza bila su, ovisno o političkim prilikama, u prijateljskim ili neprijateljskim odnosima s dalmatinskim gradovima, osobito sa Splitom i Trogirom. Od polovice 13. stoljeća spominje se Andrijin sin Radoslav, ali samo s titulom župana. On se 1254. očitovao kao "vjeran kletvenik (vazal) gospodinu kralju ugarskomu" i obećao je braniti Dubrovčane od srpskoga napada "i po moru i po suhu". Njihova vlast tijekom vremena slabi zbog mnogobrojnih podjela teritorija unutar dinastije.
Potkraj 13. stoljeća izbile su dinastičke borbe u Raškoj između Milutina i Dragutina, što je ostavilo Hum slabo čuvanim te otvorile put prodoru hrvatskih velikaša Šubića u Hum. Šubići su zagospodarili Bosnom i Humom i Mladen Šubić nosi naslov »gospodar čitave zemlje Huma« (1304.). U zbilji je bio gospodarem jednog dijela Huma do 1318., no naslov "humski knez" nosio je do 1322. godine. U nekim je humskim župama vladao od 1304. hrvatski knez Konstantin Nelipić. Dugotrajnost njegova vladanja nije točno poznata. Zna se da mu je otac Izan Nelipić još u 1313. držao Drijeva. 1319. godine Humsku oblast Mladena II. Šubića oteo je Milutin.
Na početku 14. stoljeća Humsko kneštvo osvojio je slavni hrvatski velikaš i ban Pavao I. Šubić Bribirski, koji je vlast nad tom zemljom predao svojim vazalima, hrvatskoj plemićkoj obitelji Nelipčićima. O vlasti bribirskih knezova nad Humom govori podatak iz 1305., prema kojem se Pavlov sin Mladen II. naziva "Hrvata i Bosne ban i vrhovni gospodin cijele humske zemlje". Nakon njegova pada 1322. došlo je do slabljenja bribirske moći. Padom Mladena II. Šubića te godine osamostaljuje se vlastela u Humu te neki prelaze bosanskom vladaru poput Poznanja Purčića. 
Nakon kratke okupacije trebinjskih knezova Branivojevića, veći dio Huma od 1326. za vrijeme bana Stjepana II. Kotromanića pripada bosanskoj državi, a manji dio primorja (Ston) dolazi pod vlast Dubrovnika kao nagrada za savezništvo protiv Branivojevića. Stjepanov vladarski naslov je glasio: "ban Bosni i Usori i Soli i gospodin Humskoj zemlji" I nakon vojnoga pohoda cara Dušana iz 1350. Humska zemlja ostala je u vlasti Kotromanića sve do 1357., kada je došla pod vlast hrvatsko-ugarskog kralja Ludovika I. Anžuvinca. Nakon Ludovikove smrti 1382. Hum je postupno došao pod vlast bosanskog kralja Tvrtka I. Riječ je o događajima koji su podrobnije opisani u sljedećim odlomcima.

## Srpski car Dušan Silni
Najveći srpski narodni kralj bio je Stefan Dušan, nazvan Silni (1331. – 1355.). Nakon što je više puta pobijedio Bizantince i Bugare, i svoju državu proširio do Soluna i duboko u današnju Grčku, on se godine 1346 .okrunio i proglasio " car' Sr'bljem i Gr'kom' " Godine 1350., kada je bio u naponu svoje snage, Dušan je poduzeo da svojoj državi pripoji Bosnu, Hum i Makarsku krajinu. Osobito mu je bio na srcu Hum, današnja srednja i zapadna Hercegovina. To područje je Dušan smatrao "svojom zemljom", kako se vidi iz pisma Mletačke Republike od 13. travnja 1350. upravljenoga srpskom caru Stefanu Dušanu. S jakom vojskom prodre Dušan u srce srednjovjekovne Bosne i opsjede grad Bobovac. Bosanski ban Stjepan II. Kotromanić i Bošnjani nisu se osjećali toliko snažnima, da bi se mogli oprijeti Dušanu na otvorenu polju, pa su se povukli u gorovite i tvrde gradove. Dušan pobjedonosno prođe srednjom Bosnom, Donjim krajima oko Jajca i Bugojna, Završjem preko Duvna, Imotskim, Ljubuškim, Stocem i Ljubinjem preko Huma, da preko Dubrovnika i Boke kotorske pobjegne na istok.
Kako je vjerovati, Dušan je u osvojenim zemljama, napose u Humu, ostavio svoje predstavnike i vojničke posade u zgodnijim mjestima. Čim je Dušan s glavnom vojskom ostavio Bosnu i Hum, domaće plemstvo i narod digli su se na moge i protjerali Dušanove ljude i uspostavili vlast bana Stjepana II. Kotromanića u cijelom opsegu zemalja, kojima je ban Stjepan vladao prije Dušanova pohoda.
Da su srednjovjekovni Bošnjani i Humljani bili Srbi i osjećali narodnu zajednicu sa srpskim narodom u staroj Raškoj, oni bi bez sumnje srpskoga cara Dušana Silnoga na njegovu pohodu godine 1350. objeručke primili i ostali bi trajno u njegovoj velikoj i tada slavnoj državi srpskoj. Ako se oni pak kriju pred Dušanom u gorovite i utvrđene gradove i ako odbacuju njegovu vlast, čim se on s vojskom udaljio iz Bosne i Huma, znači, da su Dušana smatrali tuđinom, dotično da se nisu osjećali Srbima. Zabacivši Dušanovo Srpsko Carstvo, Bošnjani i Zahumljani uspostavili su u svojim zemljama vlast svoga domaćega bana Stjepana II. Kotromanića, koji je tada priznavao vrhovništvo ugarsko-hrvatskoga kralja Ludovika I. i živio u tadašnjoj državnoj zajednici, u kojoj se nalazili Hrvati.

## Rat Dušana i Stjepana II.
Pod konac svoga života Stjepan II. Kotromanić morao je voditi teške borbe da očuva Bosnu i svoje tečevine. Početkom jeseni godine 1350. na nj je navalio srpski car Dušan Silni željeći mu oteti Hum i Neretvansku krajinu. S jakom vojskom i četiri lađe, car je osobno upao u Zahumlje i osvojio ga. Orbini napose spominje, da je Dušan zauzeo Novi na Neretvi i grad Imotski. Početkom listopada godine 1350. u Dubrovniku su se pribojavali, da Dušan ne navali na Ston, ali je on iz Huma prešao u Neretvansku krajinu i krenuo prema Cetini. Stari protivnici bana Stjepana II., Trogirani, 11. listopada su zaključili, da će cara dočekati i pozdraviti zajedno sa Šibenčanima, kada stigne na rijeku Cetinu. Dubrovački ljetopisci, poimence Orbini, tvrde, da je Dušan u isto vrijeme poslao drugu vojsku od 80.000 ljudi iz Podrinja u Bosnu. Ova je prodrla do Bobovca, ali ga nije mogla zauzeti. Na to i ovo odjeljenje krene na jug preko Donjih Kraja i Završja i sjedini se s glavnim srpskim snagama, koje je vodio sam car. Taj je bio, kako dubrovački analisti pišu, već prekoračio Cetinu i prodro sve do rijeke Krke. Ostavivši posade u osvojenim gradovima, Dušan je krenuo natrag preko Popova polja i Trebinja. Dana 25. listopada u Dubrovniku se riješilo, da cara pozovu u grad i svečano dočekaju.
Među izvornim listinama bana Stjepana II. nalazi se i povelja izdana Vuku Vukoslaviću, u kojoj piše: "kada biše c(a)r' raški uzel' kr'v' za me". Na koncu povelje Thalloczy je pročitao "1331. leto". Iz izvora nije poznato, da bi Dušan osvajao Hum godine 1331., a usto on tada još nije bio car. K. Jireček je dobro zapazio na osnovu fotografskoga snimka, da je "datum 1331 stavljen od neke poznije ruke ... mesto 1351". Iz ove dakle izvorne isprave valja zaključiti, da je Stjepan II. Kotromanić iza odlaska Dušanova poslao vojsku u Hum, da iz njega izbaci Dušanove posade. Kako je u navednoj povelji zabilježeno, dok se bosanska vojska borila pod Novim, na desnoj obali Neretve kod današnje Čapljine, Vuk Vukoslavić Hrvatinić dopao je teških rana, ali je grad bio zauzet i oslobođen zaslugom Vukovom.
Poslije Novoga, bosanska je vojska, pomognuta od humskih velikaša i domaćega naroda, oslobodila i druge gradove u Humu i Imotskoj krajini, koje je bio Dušan Silni zauzeo i osigurao sa svojim posadama. Čitav Hum morao je biti potpuno očišćeno od srpskih posada prije 22. studenoga 1351., kada je ban Stjepan II pisao Dubrovčanima, da trguju po svoj njegovoj zemlji "bez kakva straha i ne bojeći se nikoga". I Mavro Orbini piše, da je Stjepan II. držao cijeli Hum do svoje smrti i da ga je ostavio u nasljedstvo svomu nećaku, banu Tvrtku.

## Bosansko Kraljevstvo
Srpski povjesničari obično drže, da je Dušan od godine 1350. pa do svoje smrti zadržao Hum, ali to nije ispravno. Na državnom sastanku u Milima kod Visokoga godine 1354. s drugim bosanskim zemljama bilo je zastupano i Hum. Još prije ovoga sastanka, za živa Tvrtkova oca Vladislava i samo koji mjesec iza smrti Stjepana II., u dvije izvorno sačuvane isprave spominje se prvi posjet bana Tvrtka u Hum: "kada g(ospo)d(i)n' ban' Tvr'tko grediše naipr'vo u Hl'm'sku zemlu". Ako ban Tvrtko kratko iza smrti svoga strica Stjepana II. ide mirno u posjete Hum, i ako humski velikaši prisustvuju bosanskom državnom sastanku u Milima godine 1354. za živa cara Dušana Silnoga (20. prosinca 1355.), to govori, da nejaki ban Tvrtko nije oteo Zahumlje moćnomu caru Dušanu, nego da je tu zemlju naslijedio od svoga strica, koji je morao prije svoje smrti Hum osloboditi od srpskoga zaposjednuća.
Stjepanov sinovac i nasljednik Tvrtko I. Kotromanić predao je već 1357. najveći dio Humske zemlje s lukom Drijeva, odnosno kraj između Cetine i Neretve sa Završjem i Imotskim u vlast hrvatsko-ugarskog kralja Ludovika I., koji je oženio njegovu rođakinju, Stjepanovu kći Elizabetu, kao Elizabetin miraz. Podvrgnut vlasti hrvatskog bana. Pet godina nakon Ludovikove smrti, tijekom 1387., sada već kralj Tvrtko (okrunjen 1377.) zauzeo je uz pomoć hrvatskih ustanika Klis, Omiš, Vranu i Ostrovicu, te su ga kancelarije dalmatinskih gradova nazivale još i kraljem Hrvatske i Dalmacije. U doba vladanja bosanskog kralja Tvrtka I. u Humskoj zemlji podižu se dva nova naselja: Novi u Sutorini i Brštanik kraj današnjeg Opuzena. Za njegove vladavine neko vrijeme funkciju vojvode Huma obnašao je Vlatko Vuković.
Kralj Tvrtko umro je 1391., a mirom između njegovog nasljednika bosanskog kralja  Stjepan Dabiše i ugarsko-hrvatskog kralja Sigismunda iz 1394., Hum je opet (nakratko) vraćen u vlast sada već znatno oslabljenog bosanskog kralja. Od kraja 14. stoljeća, jača moć lokalnih velikaša (Pavlovića, Radivojevića, Hrvoja Vukčića Hrvatinića). Kralj Sigismund traži godine 1431. od bosanskog kralja Tvrtka II. cijelo Zahumlje i Livno natrag, jer je "Humsku zemlju i druge župe posjedovao ban Hrvatskog Kraljevstva".
U 15. stoljeću, Hum je bio izložen čestim napadima Turaka. U borbama protiv njih posebno se istakao vojvoda Vlatko Vuković, čiji je sinovac i nasljednik Sandalj Hranić Kosača (1392. – 1435.) od svibnja 1405. vladao Zahumljem. Sandalj nije potpuno prekinuo veze s bosanskim kraljem, ali je vladao samostalno. U to vrijeme, Bosansko Kraljevstvo bilo je podijeljeno na četiri područja, kojima su potpuno samostalno vladali feudalni gospodari: bosanski kraljevi (u središtu), herceg Hrvoje (na zapadu), Pavlovići (na istoku) i Kosače (na jugu). Hum je bio pod vlašću Kosača, vojvode Sandalja Hranića Kosače i njegova nasljednika hercega Stjepana Vukčića Kosače, koji su uspjeli pokoriti humsku i trebinjsku vlastelu. O stvarnoj vlasti Kosačâ nad Humom u tom razdoblju svjedoči podatak iz 1444. da se Stjepan Vukčić Kosača, nećak Sandalja Hranića, naziva "gospodar Huma". Kao posljedica uzimanja titule hercega 1448., a nakon osmanskog osvajanja u Bosni, zemlja Stjepana Vukčića Kosače počela se nazivati Hercegovinom.

## Hercegova zemlja
Prvi poznati član obitelji Kosača bio je Vuk, rudinski župan iz prve polovice 14. stoljeća, a imao je sinove Vlatka I. Vukovića i Hranu Vukovića. Dok je Hrana poznat samo po imenu, Vlatko Vuković je kao vojvoda bosanske vojske te povjerenik kralja Tvrtka I. Kotromanića, znatno je proširio obiteljske posjede zauzevši dio Huma i Konavala. Naslijedio ga je sinovac, vojvoda Sandalj Hranić Kosača. Prva Sandaljeva supruga bila je Katarina, kći hrvatsko-dalmatinskoga bana Vuka Vukčića Hrvatinića, a druga, Jelena, kći srpskog kneza Lazara. Sandaljeva braća, Vukac (u. 1432.) i Vuk (u. 1424.), koji su imali posjede u gornjem Podrinju na podrucju župe Govze i grada Jeleča, nisu znatnije utjecali na zbivanja u Bosni. Vukov sin Ivan Vuković stupio je 1442. u službu Mlečana. Vukac je u braku s Katarinom (umrla poslije 1452.) imao djecu Stjepana Vukčića i Teodoru. Kralj Sigismund traži godine 1431. od bosanskog kralja Tvrtka II. cijelo Zahumlje i Livno natrag, jer je "Humsku zemlju i druge župe posjedovao ban Hrvatskog Kraljevstva".
Stjepan Vukčić bio je najmoćniji dinast u Bosni i najznačajniji Kosača. Godine 1435. nasljedio je čitavu Sandaljevu baštinu. Nosio je i titulu velikog vojvode "rusaga bosanskog", ali se prema bosanskom kralju odnosio kao ravnopravan vladar. U borbi protiv svojih protivnika, kao oslonac bili su mu Osmanlije. Za vrijeme dinastičkih borbi u Ugarska i Hrvatskoj i turskog opsjedanja Beograda zauzeo je Omiš i Poljica (1440.), a sljedećih godina Gornju Zetu, Bar i Trebinje. Njegov teritorij obuhvaćao je tada velik prostor od Lima do Cetine i od Rame do Kotorskog primorja. Godine 1446., Stjepan Tomaš se izmirio s vojvodom Kosačom i oženio njegovu kći, Katarinu Kosaču.
Stjepan Vukčić Kosača, u listopadu 1448., odbacio je titulu velikog bosanskog vojvode, a proglasio se "hercegom Huma i primorja". Sljedeće godine, 1448., nosio je titulu "hercega od svetog Save" jer se priklonio Osmanlijama i srpskomu despotu Đurdu Brankoviću u napadu na bosanskog kralja Stjepana Tomaša. Time je iskazao svoju potpunu nezavisnost. Od tada, svi krajevi, kojima je vladao, poznati su pod nazivom Hercegovina. Težnje za gospodarskim osamostaljenjem Hercegovine došle su do izražaja i u njegovim naporima da Herceg Novi razvije u pomorsko i trgovačko središte (1449. osnovao je radionicu sukna). Rat s kraljem je potrajao nekoliko godina. 
Herceg Stjepan htio je svoju vlast proširiti i na područje Cetine, pa je u srpnju 1459. zauzeo Čačvinu. To je izazvalo nove sukobe s bosanskim kraljem Tomašem, koji je i sam imao ambicija u tom pravcu, pa je od Hercega tražio da mu ustupi osvojeno. Herceg je poručio da bi Čačvinu radije dao Osmanlijama nego bosanskom kralju. Pritom je izbio rat s Kotorom i Dubrovnikom, koji je trajao od 1451. do 1454., a u njega su se upleli i hercegovi protivnici (kralj Stjepan Tomaš, hercegov sin Vladislav Hercegović Kosača, vlastela Vlatkovići i pojedini hercegovi vazali). Osmanska vojna pomoć upućena hercegu pokolebala je njegove protivnike pa se 1453. pomirio sa sinom Vladislavom, a 1454. s Dubrovnikom.  Nakon pada Smedereva 1459., Osmalije su počele upadati u Hercegovinu, došlo je 1461. do izmirenja s novim bosanskim kraljem Stjepanom Tomaševićem. 
Sinovi hercega Stjepana Vukčića Kosače, Vladislav i Vlatko u savezu s hrvatsko-ugarskim kraljem Matijašem Korvinom navaljivali su na Osmanlije i oslobađali dijelove Bosanskog Kraljevstva. Vladislav i hercegovačka vojska posebno su se istakli u borbama za oslobađanje Jajca početkom oktobra 1463. Kralj Matijaš uvrstio je Vladislava među svoje velikaše i dao je njemu i njegovom sinu Balši gradove: Veselu Stražu i Prozor sa župama: Uskoplje i Rama. Snaga osmanskog oružja i nesloga zapadnog svijeta uvjetovali su skori pad Hercegovine pod tursku vlast. Osmanlije su od 1465. postupno, ali trajno zauzimali hercegove gradove u Humu i Podrinju, dok su Mlečani ugrabili Neretvansku krajinu (1444.). Kralj Matijaš Korvin izdaje godine 1465. potvrdu Dubrovačkoj Republici, da je ona dala 800 zlatnih forinti "za uzdržavanje grada našega Počitelja u našem Hrvatskom Kraljevstvu"
Godine 1466. pao je u turske ruke i tvrdi grad Blagaj, prijestolnica Kosača. Stjepanova vlast svedena je na usko obalno područje oko grada Herceg Novog. Kako bi i to malo sačuvao bio je prisiljen dati sultanu svog najmlađeg sina Stjepana za taoca. Umro je 1466. u tijeku općeg rasula njegova nekoć jakog herceštva. Zadnji hercegovački grad Novi pao je početkom 1482., a zadnje otpore Turcima su uz vojsku hercega Vlatka pružala i hrvatsko-ugarska vojska, pristigla iz Senja. Tako je nepuna dva desetljeća iza Bosne, nakon žestokog otpora i najveći dio Hercegovine pao u turske ruke. Izvan osmanske vlasti ostalo je tek nekoliko manjih gradova u dolini Neretve i Primorju, koje su zauzeli Mlečani. Hercegovačka i bosanska država potpuno su ugašene.

## Pisac Halkokondiles
Laonik Halkokondyles (1432. – 1490.), rodom Grk iz Atene, bio je učen humanist i dobar poznavalac prilika svoga doba na Balkanu i u turskom carstvu. Napisao je suvremenu Povijest Turske na osnovu onoga, što je sam vidio, a djelomično i prema pisanim izvorima. Osim grčkoga govorio je turski, a kako se čini, poznavao je i slavenske jezike: bugarski, srpski i hrvatski. Njegova je slaba strana vremenoslovlje, on naime rijetko spominje godine i dane, a i onda, kada ih navodi, nije u tome uvijek pouzdan. Inače, on je istinoljubiv, nepristran i dobro obaviješten o stvarima, o kojima piše.
Halkokondyles u svom djelu više puta spominje Bosnu i narod, koji u njoj živi. Prema njemu Slaveni se na Balkanu dijele u tri različita naroda: Bugare, Srbe i Hrvate, koje on prema tadašnjem humanističkom običaju naziva starim klasičnim imenima: Mezeji, Tribali i Iliri. Halkokondyles ime Tribala, pa i Ilira, negda uzimlje u širokom značenju tako, da tim imenima označuje sve južne Slavene uopće. Ali kada pobliže i stvarno govori o hrvatskim i srpskim vladarima, pokrajinama i mjestima, tada on uvijek Srbe nazivlje Tribalima, a Hrvate Ilirima. Prema Halkokondilesu Tribali i Iliri, dotično Srbi i Hrvati, su dva različita slavenska naroda, koje dijeli rijeka Dorobica, pod kojom, izgleda, jedanput razumijeva rijeku Dubravu (Dobre), koja je u 15. stoljeću dijelila Mačvu od srpskih zemalja, a drugi put rijeku Drinu.
U svakom slučaju ta je razdiobna granična rijeka ležala istočno od grada Bobovca. Po Halkokondilesu Iliri, tj. Hrvati, žive zapadno od Drine do Jadranskoga mora, koje on po tadašnjem običaju zove Jonsko more, te od Dubrovnika do Istre. Sva Bosna neposredno prije njezina pada pod Tursku i za vrijeme zaposjednuća bila je naseljena isključivo Ilirima, naime narodom istovjetnim s onim, koji je tada živio u današnjoj Dalmaciji do Istre, a to znači Hrvatima. Zemlje Sandaljeve, kako Halkokondyles zove široko područje, kojim je u njegovo vrijeme vladao herceg Stjepan, sinovac i nasljednik Sandaljev, smješta on u Ilirik. U toj zemlji živi isti narod, kao onaj uz dalmatinsku obalu do Istre, a to su bili Hrvati. 
Bosanskoga kralja Stjepana Tomaševića (1461. – 1463.) Halkokondyles zove kraljem Ilira, tj. Hrvata, jer je Stjepan stvarno vladao većim dijelom tadašnjih hrvatskih zemalja. On dapače veli, da neki u njegovo vrijeme Ilire nazivaju Bošnjanima, a to zbog toga što je u Bosni stolovao kralj, koji je imao u svojoj državi većinu Ilira, tj. Hrvata. Svjedočanstvo Halkokondilesovo ima posebnu vrijednost, jer ono opisuje etničko stanje Bosne neposredno prije pada pod Tursku, s kojom dolazi u zemlju jak priljev stranoga narodnoga življa.

## Starohrvatske crkve
Stare porušene crkve na području srednjovjekovnog Zahumlja, koje su barem djelomično arheološki ispitane:
1. Kod Stona, na početku poluotoka Rata, koji se da nas zove Pelješac,  u negdašnjem glavnom gradu Zahumlja, i danas stoji crkva sv. Mihajla, koju je između godine 1074. do 1081. sagradio Mihajlo Dukljanski, "vladar onih, koji se zovu Hrvati". To kaže natpis nad vratima te crkve. U crkvi se do danas sačuvala fresko-slika osnovatelja crkve kralja Mihajla, s krunom na glavi, koja je veoma slična onoj hrvatskoga kralja na splitskoj krstionici iz 10. ili 11. stoljeća.
2. Crkva sv. Petra Apostola u Zavali, u Popovu polju, koje je u srednjem vijeku pripadalo Zahumlju. Do zadnjeg rata bile su vidljive ruševine te crkve, koja se nalazila oko 250 m u jugoistočnom smjeru od današnjega pravoslavnog manastira u Zavali, na lijevoj strani ceste, koja ide iz Zavale u Slano. Crkva je bila građena u 11. ili 12. stoljeću, u hrvatskom preromaničkom slogu, slična mnogim hrvatskim crkvenim građevinama u Dalmaciji od 9. do 12. stoljeća. Tri ploče od oltarske pregrade te stare katoličke crkve prenesene su u sadašnju pravoslavnu manastirsku crkvu, a jedna se nalazi u privatnom posjedu jednoga domaćega Hrvata katolika. Više ploča urešeno je sa starohrvatskim pleterom, a četiri ploče s pleterom i euharističkim motivima. Tropleter na tim pločama sličan je starohrvatskim tropleternim radovima, kakvi su se radili u hrvatskim primorskim zemljama od 9. do 11. st.
3. Crkve sv. Petra u Čičevu kod Trebinja. Crkve, koje su pripadale benediktinskom samostanu sv. Petra u Polju. Arheološki ih je istraživao dr. Vladimir Ćorović.
4. Nedavno su otkrivene dvije srednjovjekovne crkve ispod grada Mokroga kod Širokoga Brijega. U svom djelu O upravljanju carstvom taj grad spominje car Konstantin Porfirogenet 948./952 pod imenom Mokriskik, što je prof. Skok rastumačio kao Mokr'ski k(astron), Mokarski grad. U mokarskoj Podgradini našli su prof. Marko Vego i Dimitrije Sergejevski ostatke starih crkava, od kojih potječe prva iz 5. – 8. st., a druga iz 10. st. Kameni dijelovi ove zadnje crkve nose starohrvatske urese.
5. U Cimu kod Mostara na zaravanku zvanom Zdinje otkrio je poznati arheolog K. Patsch crkvu ranoga srednjega vijeka. Prema nađenim ulomcima oltarne pregrade sa starohrvatskim narodnim motivom tropletera i ova je crkva pripadala broju starohrvatskih crkvenih građevina.
6. U Gorici kod Imotskoga bila je u 10. st. podignuta crkva sv. Stjepana i bogato urešena sa starohrvatskim tropleterom. Do druge polovice 10. st. Gorica je s cijelom župom Imotski pripadala Bijeloj Hrvatskoj, ali je u trećoj četvrti toga stoljeća bila nakratko priključena Zahumlju. Prvih godina turskoga vladanja crkva Sv. Stjepana u Gorici bila je zapuštena, ali ju je godine 1613 obnovio imotski franjevac Kunić. O tomu je on sam napisao natpis nad crkvenim vratima bosančicom: "Z' dopuštenjem čestitoga Czarra, i drughe Gospode Turske. Ja Stipan Kunich Imochianin pogradi i ponovi ovuh czarquu S. Stipana na 1613". I ova obnovljena crkva bila je u kasnijim stoljećima zapuštena i propala je. Novu crkvu Sv. Stjepana na starim temeljima, samo u manjem obujmu, podigao je godine 1856 fra Petar Bakula, tadašnji upravitelj kapelanije Gorice. On je kod gradnje nove crkve uzidao jedan kameni ulomak sa starohrvatskim pleterom u vanjski zid apside, koji se i danas vidi.

## Unutarnje poveznice
- Crvena Hrvatska, Hrvatsko Kraljevstvo
  - Neretvanska kneževina, Travunja
- Knez Mihajlo Višević Humski
- Starohrvatske crkve u srednjovjekovnom Zahumlju
  - Crkva sv. Mihajla kod Stona, Crkva u Paniku
- Kultura Crvene Hrvatske do kraja 12. stoljeća
  - Evanđelistar kneza Miroslava
- Srednjovjekovna bosanska država
  - Vrhbosna, Usora i Soli, Podrinje
  - Donji krajevi, Završje, Travunja
- Kosače, Stjepan Vukčić Kosača, Hercegovina